# Artifex Records
Artifex Records was een onafhankelijk Amerikaans platenlabel, dat smooth jazz, keltische muziek en new age-muziek uitbracht. Het werd in 1992 opgericht door Peter Miller en was actief tot 1999. Onder de musici die op het label uitkwamen waren de Grammy-winnaars Andrew York, Floyd Cramer en Jeff Coffin. Andere musici waren bijvoorbeeld Angella Christie, Billy Kirsch en Elliot Levine.